# Slaget vid Königgrätz
Slaget vid Königgrätz stod den 3 juli 1866 vid Königgrätz (nuvarande Hradec Králové) i nuvarande östra Tjeckien mellan Preussen och Österrike. Slaget var ett led i det tyska enhetskriget som startat den 14 juni. Preussen stod som segrare i slaget som också avgjorde kriget. Härmed etablerades Preussen som den främsta tyska staten och staten kunde några år senare, 1871, genomdriva den lilltyska lösningen på det tyska enandet.

## Bakgrund
Sedan den österrikiske befälhavaren Ludwig von Benedek fått flera av sina kårer tillbakaslagna i striderna vid Nachod, Tratenau, Gitschin och Königinhof, bestämde han sig 30 juni för återtåg bakom Elbe, för att därifrån kunna slå tillbaka preussarna. Då dessa avvaktade blev Benedek stående väster om floden, och tvingades 3 juli nordväst om Königgrätz uppta striderna.

## Slaget
Benedek grupperade sina trupper med 3:e och 10:e kårerna i centern på höjderna vid Chlum och Lipa. Norr därom högerflygeln med 4:e och 2:a kårerna, vars linje sträckte sig upp mot Horenowes. Västra flygeln, bestående av sachsiska och 8:e kårerna bildade vid Problus och Prim en tillbakaböjd flank. Bakom mitten stod 1:a och 6:e kårerna i reserv.
Denna ställning anfölls klockan 08.00 på förmiddagen 3 juni var den tre preussiska arméerna: Elbearmén i sydväst, 1:a armén i väster och 2:a armén i norr. Högste befälhavare över tyska armén var kronprins Fredrik Vilhelm, medan generalstabschefen Helmuth von Moltke var den som i själva verket ledde planeringen. Elbearmén och 1:a armen kom under de första två timmarna att utkämpa en blodig frontalstrid med österrikarna, och var på flera punkter nära att vika, då 2:a armén kom fram till slagfältet. När 2:a armén började anfalla österrikarnas högra flank och rygg, blev Benedeks ställning hopplös. Runt klockan 15.00 började reträtten, som snart övergick i ett flyktartat återtåg. Huvuddelen av armén räddade sig under den hotande omringningen. Drygt 10% av armén blev dock tillfångatagen.

## Övrigt
I samband med slaget komponerade den preussiske militärmusikern Johann Gottfried Piefke Königgrätzer Marsch.